# Rád
Rád è un comune dell'Ungheria di 1.647 abitanti (dati 2001). È situato nella provincia di Pest, nell'Ungheria settentrionale.